# Tōkyō no Onna
Tōkyō no Onna (東京の女, lit. "mulher de Tóquio") (Brasil: Mulher de Tóquio) é um filme japonês de 1933 dirigido por Yasujirō Ozu. O título provisório do filme era No Caso Dela, Por Exemplo (例えば彼女の場合, Tatoeba kanojo no baai)
O filme conta a história de um estudante cuja irmã sustenta seus estudos trabalhando como tradutora. Ao saber que, na verdade, ela trabalha como recepcionista em um salão de dança decadente, ele fica arrasado. 

## Sinopse
Ryoichi (Ureo Egawa) é um estudante que convive com sua irmã mais velha Chikako (Yoshiko Okada). Eles possuem uma rotina matinal que consiste em Chikako dar a Ryoichi sua mesada e ele ir para a universidade.
No escritório de Chikako, um policial pede ao chefe dela seus registros de emprego. O patrão conta que ela também trabalha à noite para um professor. Chikako não sabe que ela está sob uma investigação da polícia.
Ryoichi e sua namorada Harue (Kinuyo Tanaka) estão no cinema assistindo ao filme Se Eu Tivesse Um Milhão. Após o fim do filme, Harue volta para casa e conversa com seu irmão, Kinoshita (Shinyo Nara). Kinoshita revela que ouviu um boato de que Chikako não está ajudando um professor, mas sim trabalhando à noite em um bar de cabaré. Ele também sugere que ela pode ser uma prostituta.
Harue visita Ryoichi e conta sobre o que ouviu de Chikako. De início, Ryoichi acha engraçado e ri, antes de ficar com raiva e pedir que Harue vá embora.
Chikako retoca sua maquiagem no bar que trabalha e depois liga para Ryoichi para avisar que chegará tarde em casa. Ryoichi desliga e Chikako entra no banco de trás de um carro com um cliente.
Chikako volta para casa mais tarde e encontra Ryoichi ainda acordado. Ele a confronta, exigindo que ela desista do emprego que tem no bar. Quando Chikako não consegue justificar suas ações, Ryoichi a ataca várias vezes. Chikako implora a Ryoichi que se esforce muito na universidade, fazendo com que tudo que ela passou tenha valido a pena. Ryoichi sai furioso.
Na manhã do dia seguinte, Kinoshita veste seu uniforme de policial e diz a Harue que ela deveria deixa-lo conversar com Ryoichi, após isso, ele sai para trabalhar. Chikako chega na casa da namorada de Ryoichi, já que ele não voltou para casa na noite anterior. Harue convida Chikako para entrar e, aos prantos, revela que contou a Ryoichi o que ouviu sobre o seu trabalho. Harue atende um telefonema de Kinoshita, que já chegou à delegacia. Ele diz a sua irmã que Ryoichi cometeu suicídio. Harue informa Chikako que seu irmão está morto.
Chikako conversa com três repórteres de jornais diferentes. Um deles entra em sua casa sem ser convidado e questiona Harue sobre o ocorrido, enquanto ela está ajoelhada diante do corpo de Ryoichi. Pouco tempo depois, os repórteres vão embora, murmurando "não há nenhum furo aqui". Enquanto Harue chora, Chikako insulta Ryoichi, chamando-o de "fraco" por não querer entender os seus verdadeiros motivos.
Os repórteres andam pela rua, rindo e brincando. Eles veem um cartaz anunciando que uma gangue de criminosos foi presa, e um conta ao outro de que seu jornal foi o primeiro a publicar a matéria.

## Produção
Tōkyō no Onna foi gravado por volta de nove dias, durante uma lacuna no cronograma da produção dos filmes da Shochiku. Ozu teve cerca de uma semana livre e foi convocado para dirigir o longa antes de começar a produção de sua próxima obra, Hijōsen no Onna. Os créditos indicam que o roteiro dos colaboradores regulares de Ozu, Kogo Noda e Tadao Ikeda, foi baseado no romance “Vinte e Seis Horas” de Ernest Schwartz; mas nem Schwartz nem o romance sequer existiram. 
O roteiro sugeria originalmente que Chikako estava contribuindo com seus ganhos ilícitos para o Partido Comunista do Japão, mas esses elementos políticos foram removidos antes do início das filmagens. As razões para isso são desconhecidas, embora o estudioso sobre Ozu, Tony Rayns, tenha sugerido que ou Ozu ou o estúdio foram os responsáveis por essa ação, possivelmente para evitar a censura da época. 
Quando Ryoichi e Harue vão ao cinema, eles assistem ao filme Se Eu Tivesse Um Milhão. Ozu inclui um episódio dirigido por Ernst Lubitsch na qual Charles Laughton, um funcionário de escritório, invade o gabinete de seu chefe. Ozu intencionalmente cortou o filme que assistiam antes de seu clímax, quando Laughton fica diante de seu chefe e mostra sua língua ao mesmo tempo que faz sons de flatulência com a boca. 

## Elenco
- Yoshiko Okada como Chikako
- Ureo Egawa como Ryoichi, irmão de Chikako
- Kinuyo Tanaka como Harue, namorada de Ryoichi
- Shinyo Nara como Kinoshita, irmão de Harue
- Chishū Ryū como repórter

## Lançamento

### Mídia doméstica
Em 2012, o BFI lançou Tōkyō no Onna em DVD, junto com os filmes Tōkyō boshoku e Sōshun, intitulado-os de Três Melodramas. 